# Wikipédia en ossète
Wikipédia en ossète (en ossète : Ирон Википеди) est l’édition de Wikipédia en ossète, langue iranienne parlée en Ossétie dans le Caucase. L'édition est lancée en février 2005. Son code est : os.
Au 20 mars 2025, l'édition en ossète contient 20 042 articles et compte 26 184 contributeurs, dont 29 contributeurs actifs et 3 administrateurs.

## Présentation

Aire de diffusion de l'ossète au sein des langues iraniennes.
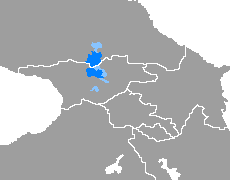
Aire de diffusion de l'ossète.

## Statistiques
- En septembre 2018, l'édition en ossète compte quelque 11 084 articles et 17 000 utilisateurs enregistrés.
- Le 24 octobre 2022, elle contient 16 476 articles et compte 22 880 contributeurs, dont 32 contributeurs actifs et 3 administrateurs.
- Le 5 septembre 2024, elle contient 19 087 articles et compte 25 451 contributeurs, dont 28 contributeurs actifs et 3 administrateurs.